# Casaprota
Casaprota – miejscowość i gmina we Włoszech, w regionie Lacjum, w prowincji Rieti.
Według danych na rok 2004 gminę zamieszkiwały 684 osoby, 48,9 os./km².